# 1000-km-Rennen auf dem Nürburgring

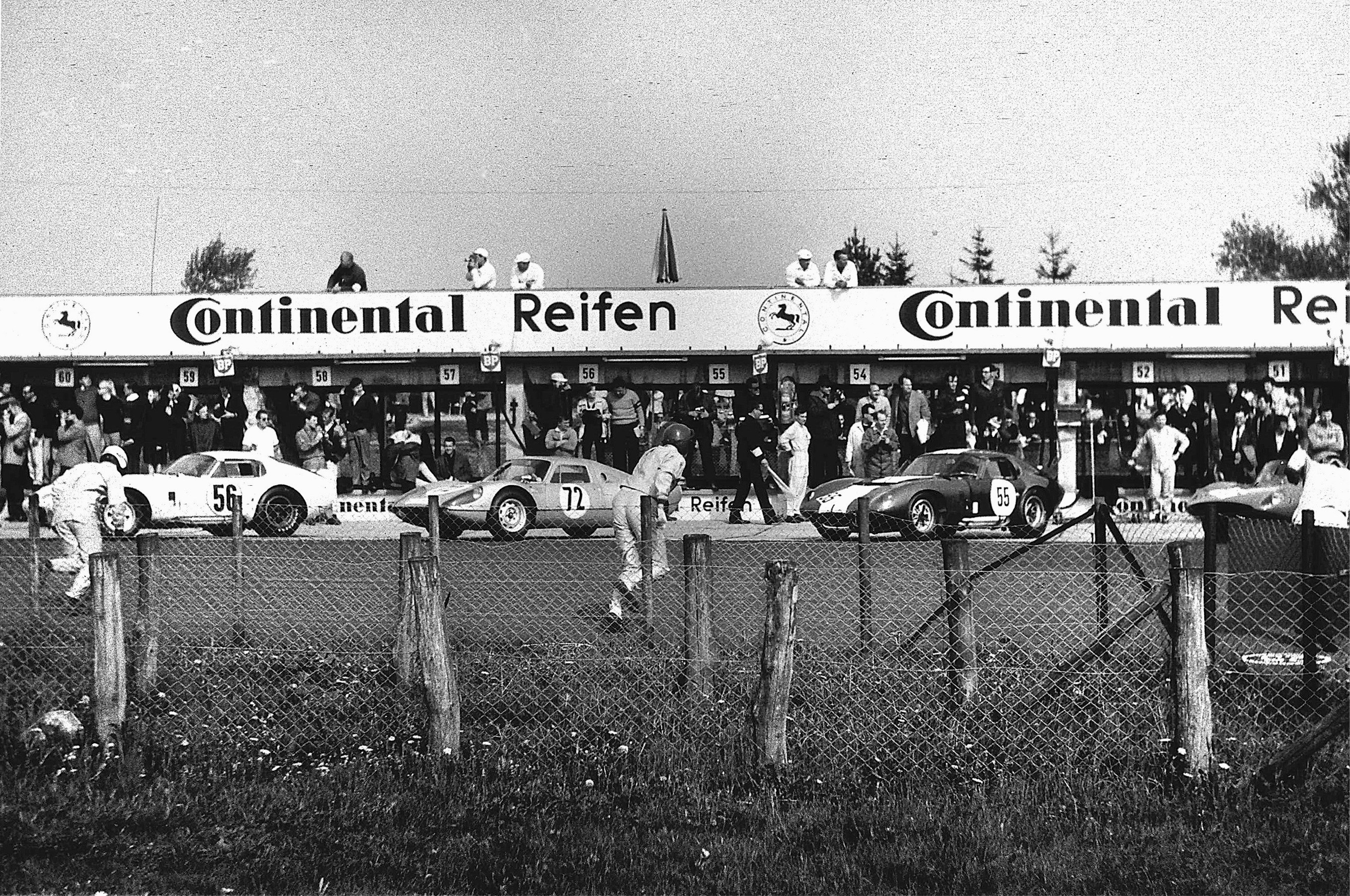
Le-Mans-Start 1965

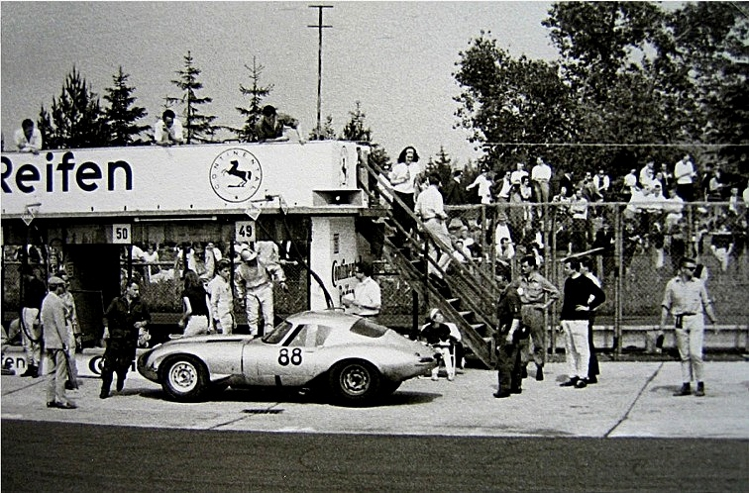
Boxenstopp in den 1960er Jahren

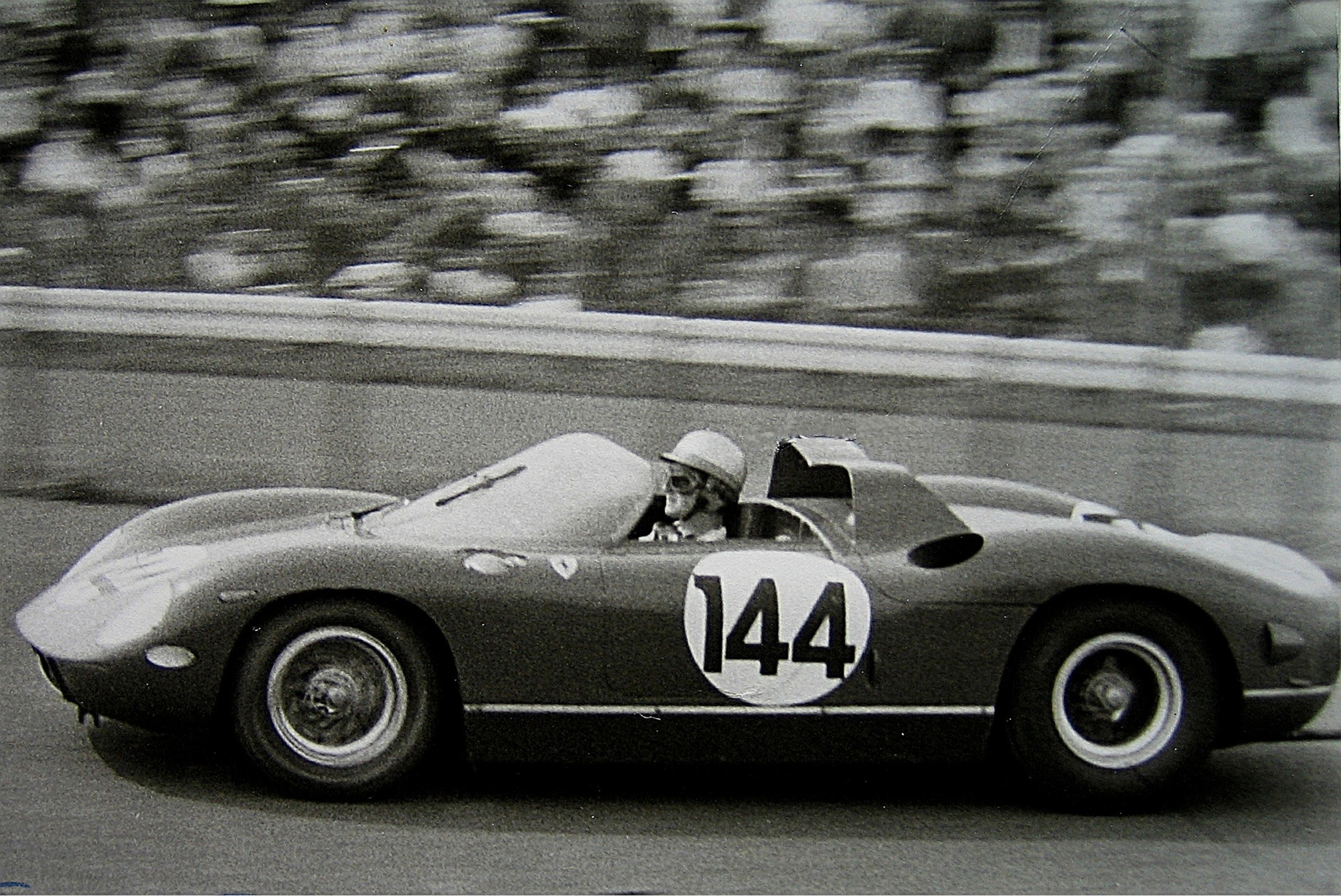
Ludovico Scarfiotti, zusammen mit Nino Vaccarella Sieger 1964

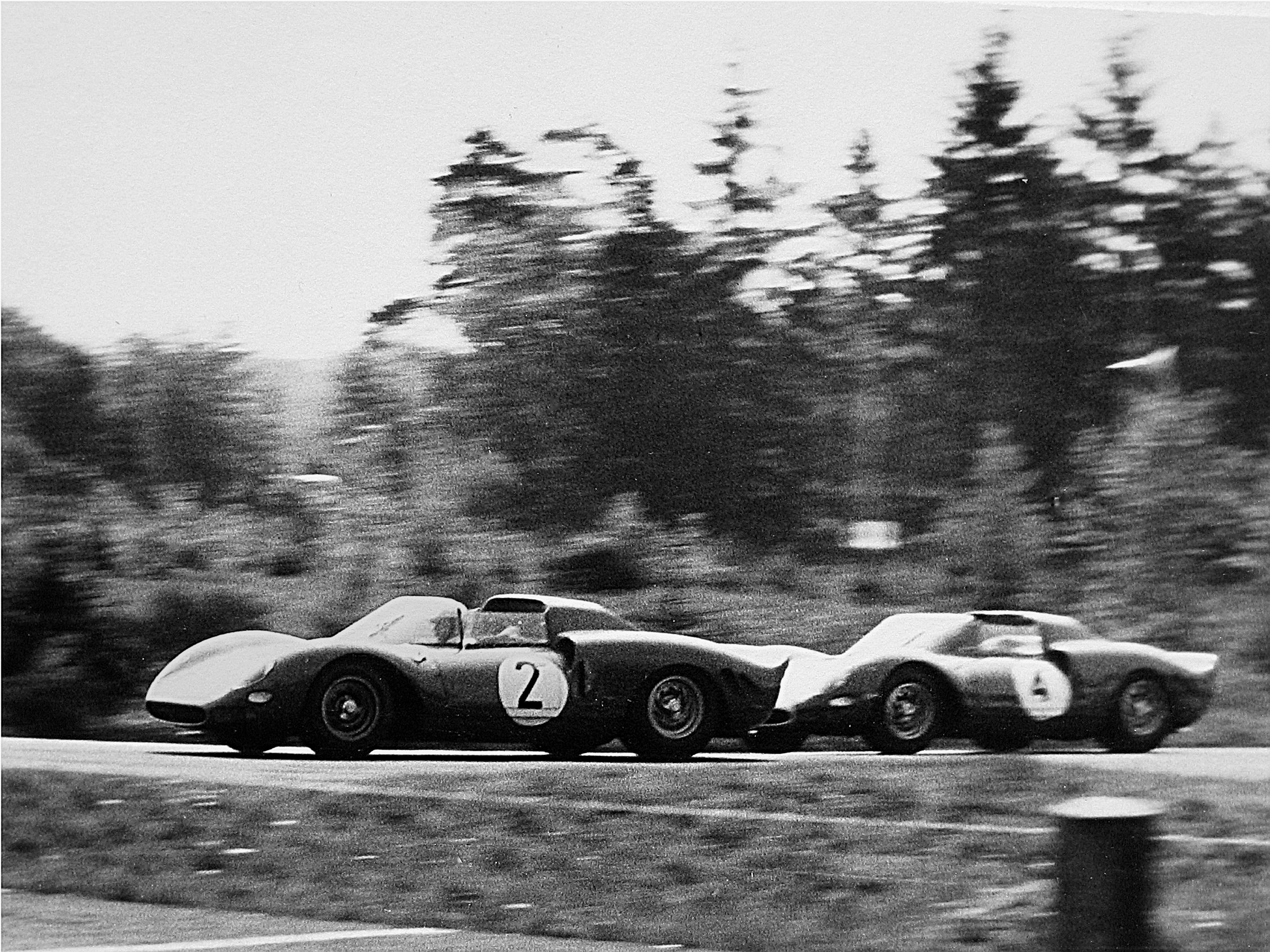
1965 Mike Parkes vor Graham Hill in der Südkehre

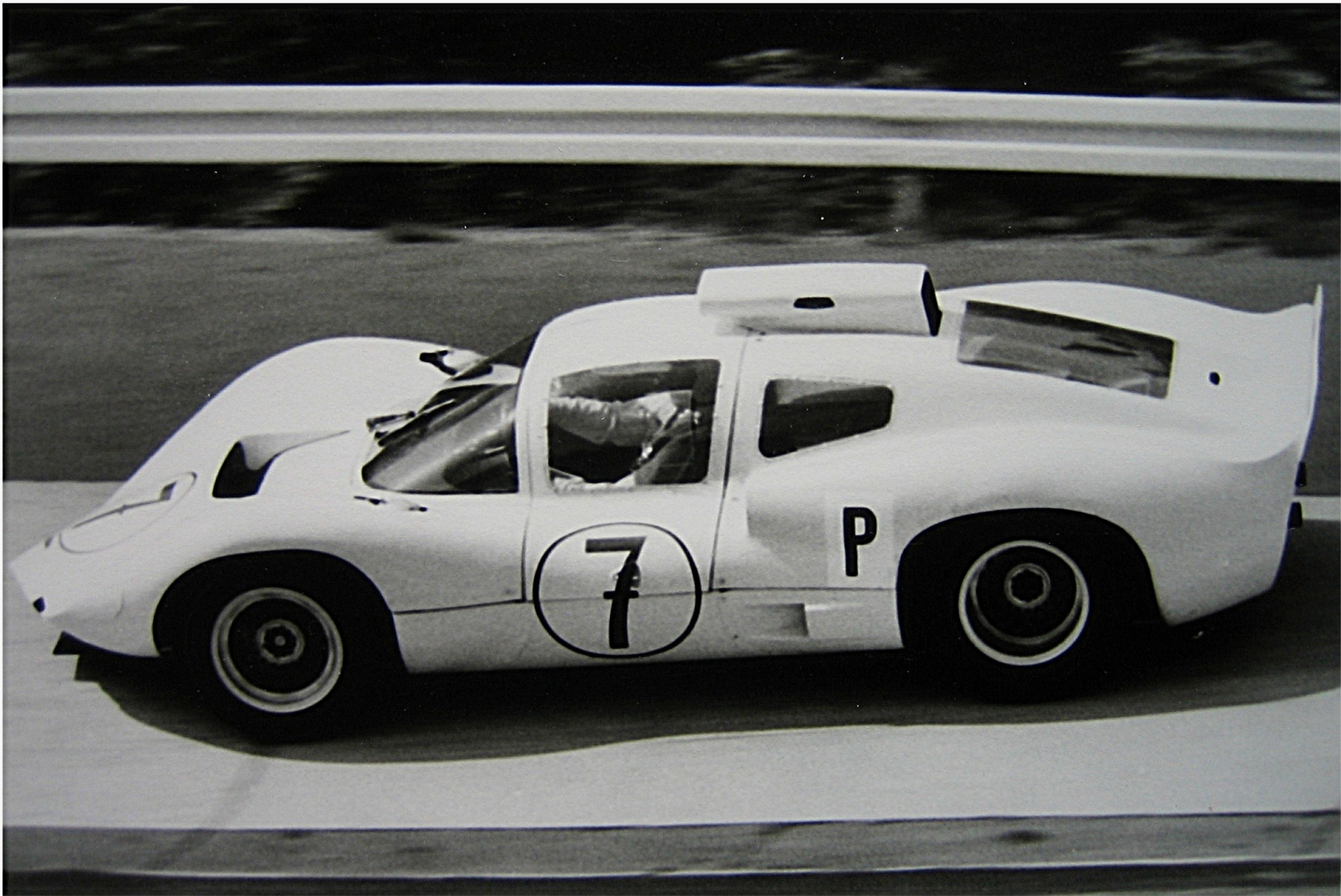
Chaparral 1966 im Karussell

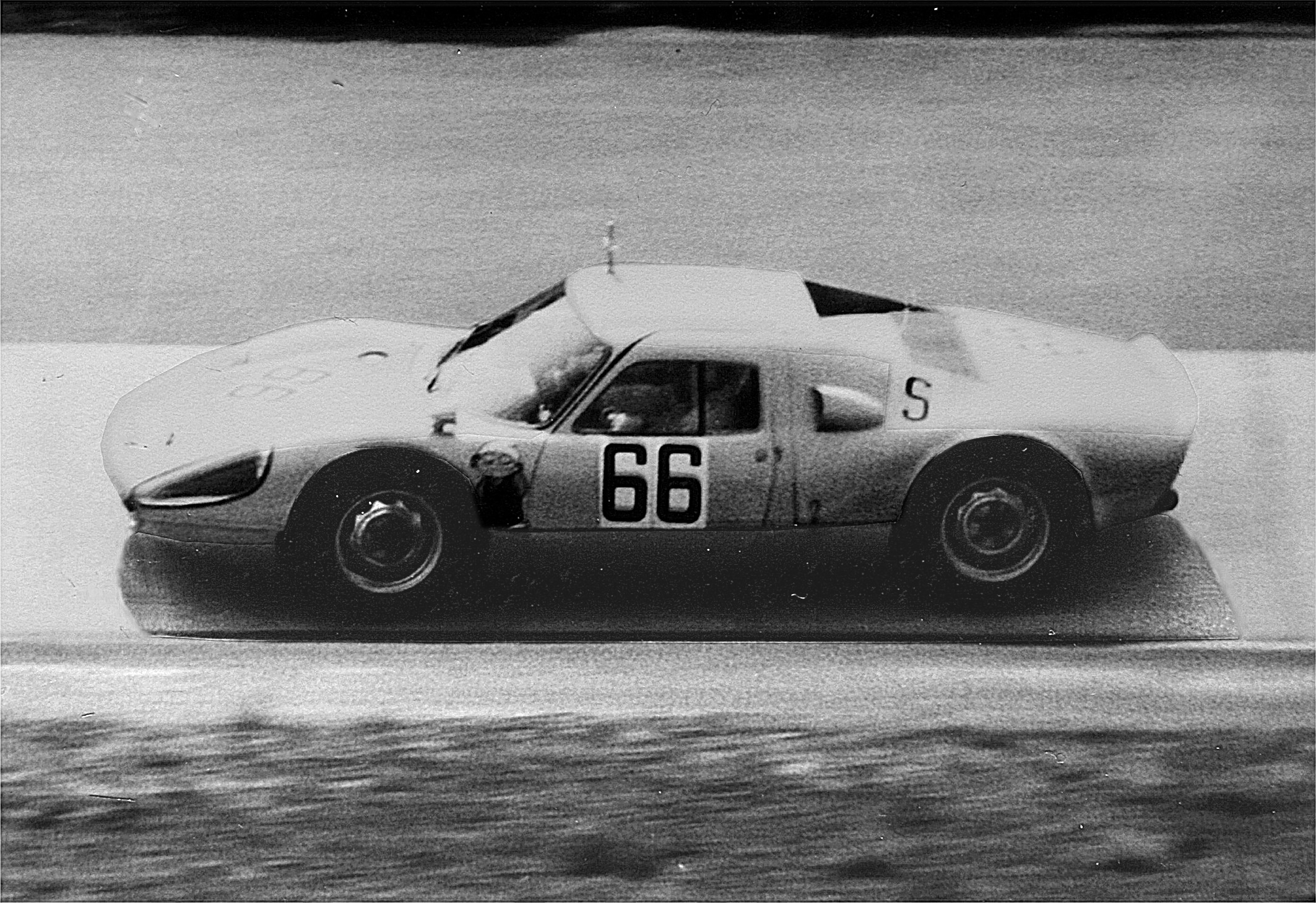
Kamerawagen des ZDF 1966 (Antenne über der Windschutzscheibe)

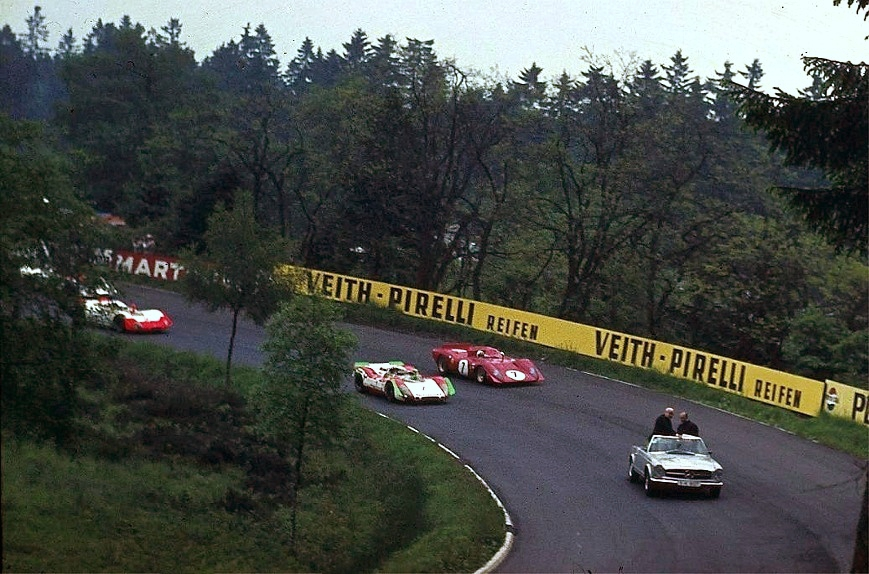
Indianapolisstart 1969

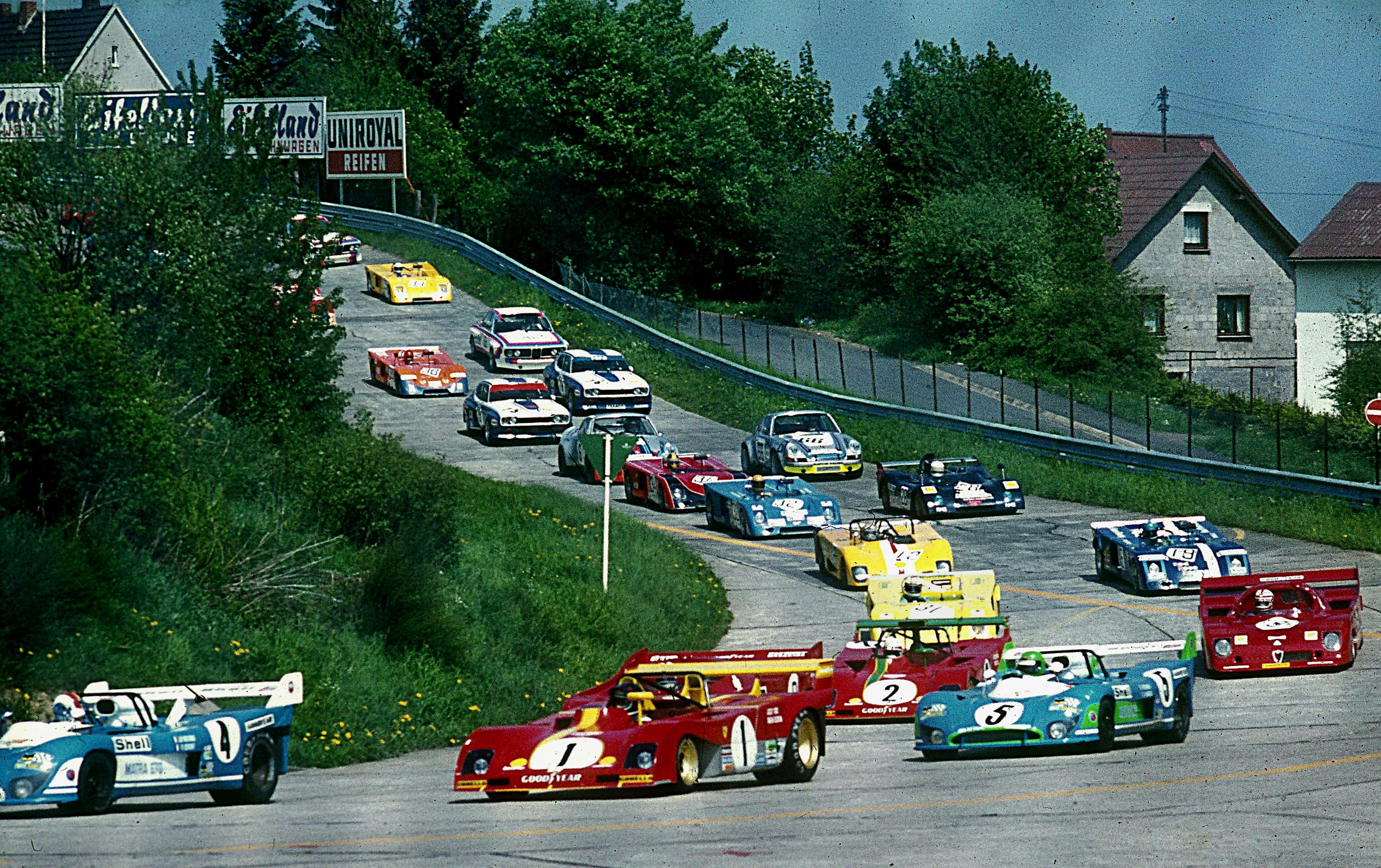
Einführungsrunde 1973

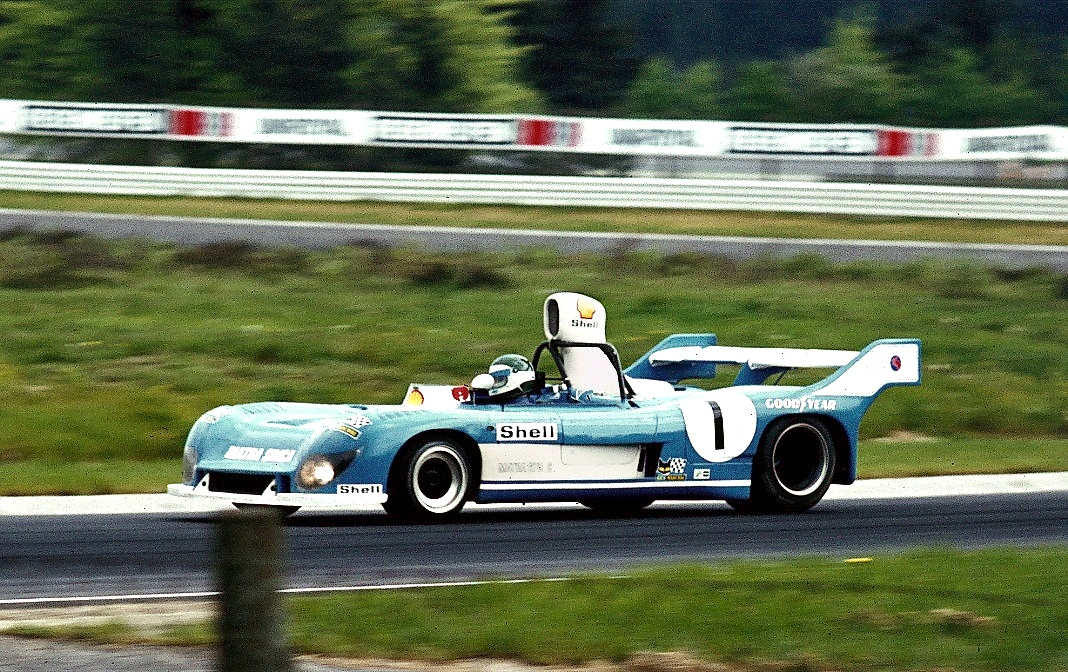
Jean-Pierre Jarier 1974 im Matra-Simca, Sieger zusammen mit Jean-Pierre Beltoise

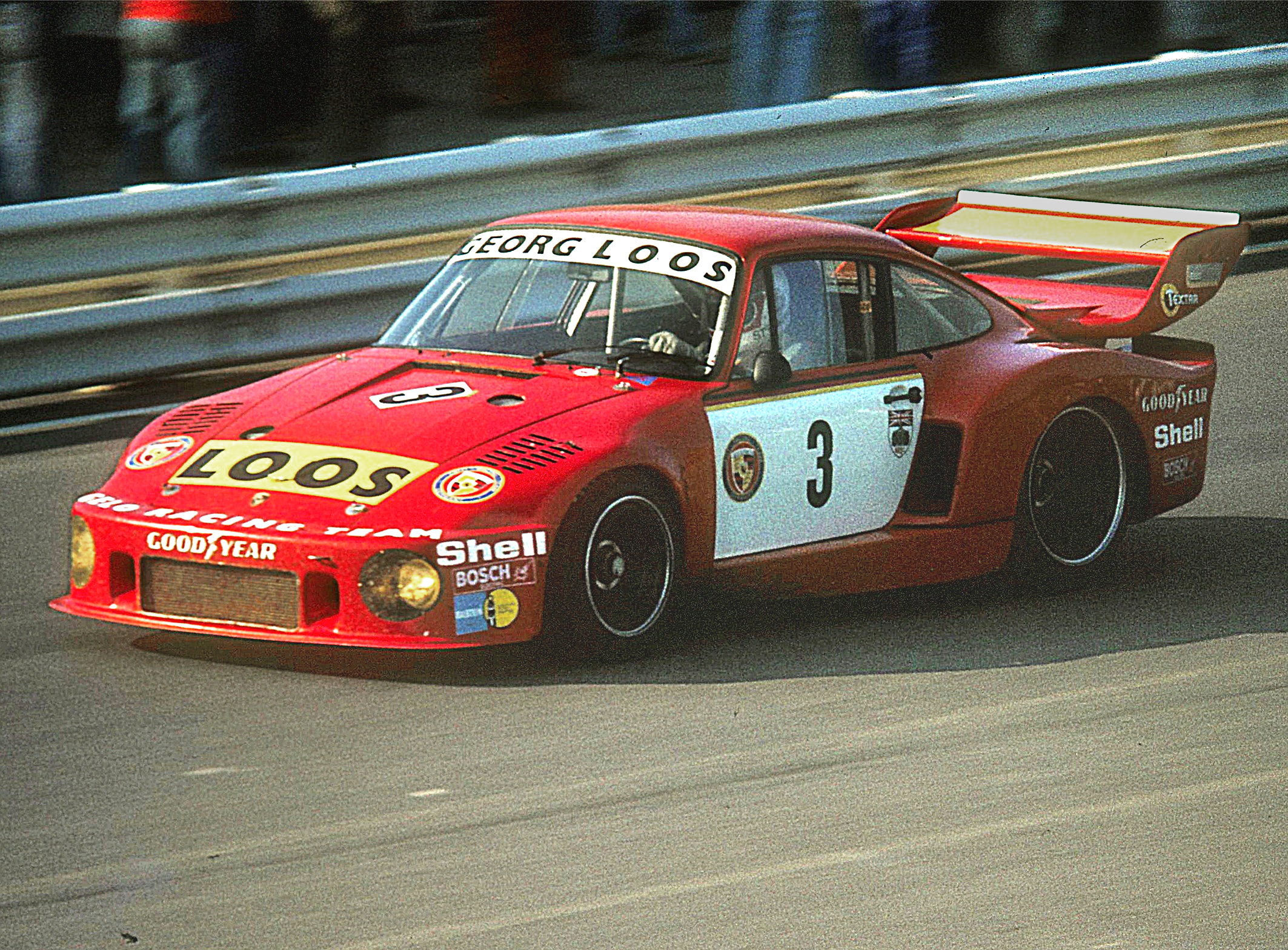
1977 gewann Rolf Stommelen (Bild) zusammen mit Hezemans und Schenken im Porsche 935

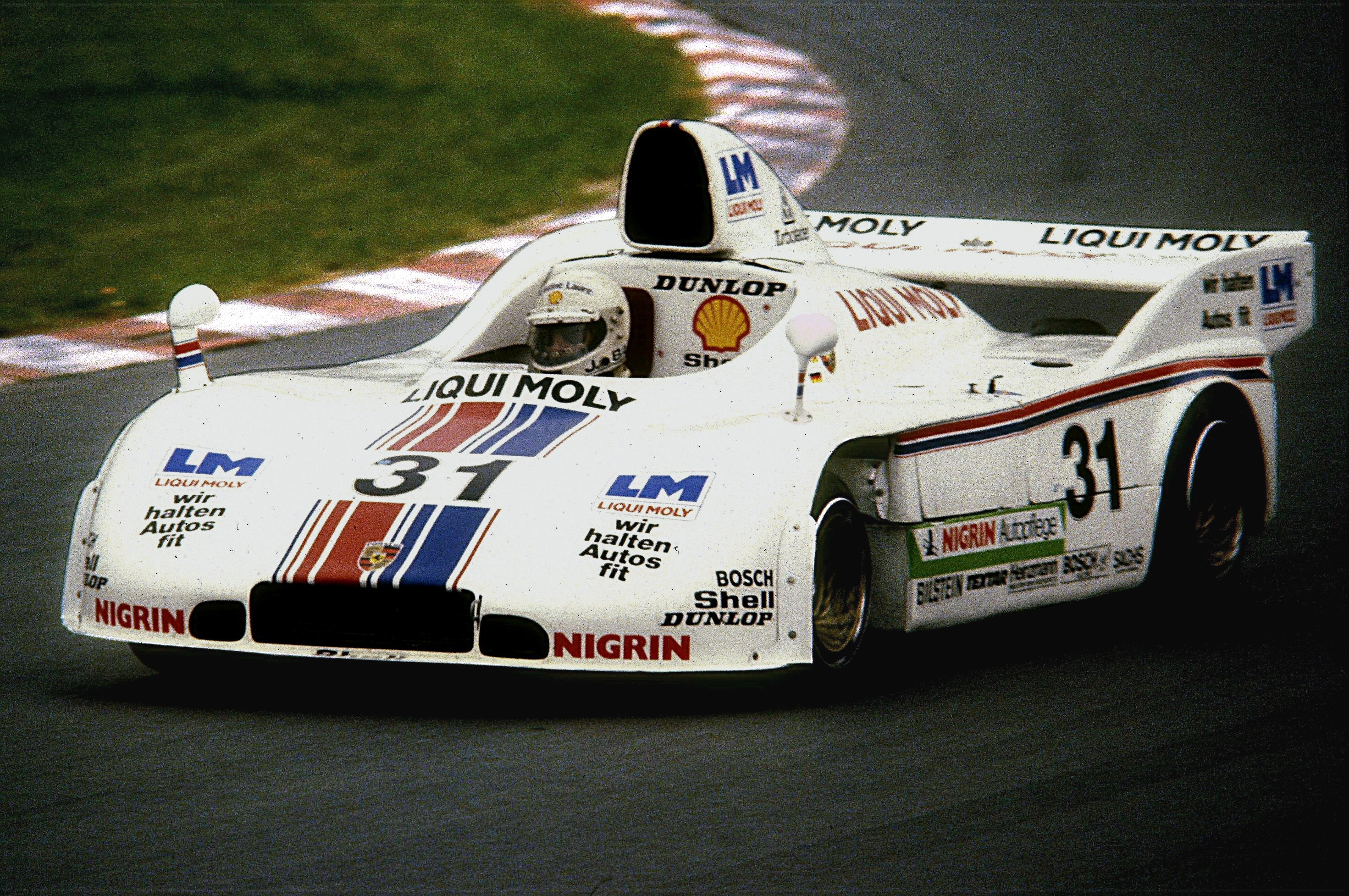
Jürgen Barth 1980 im Porsche 908/3 Turbo

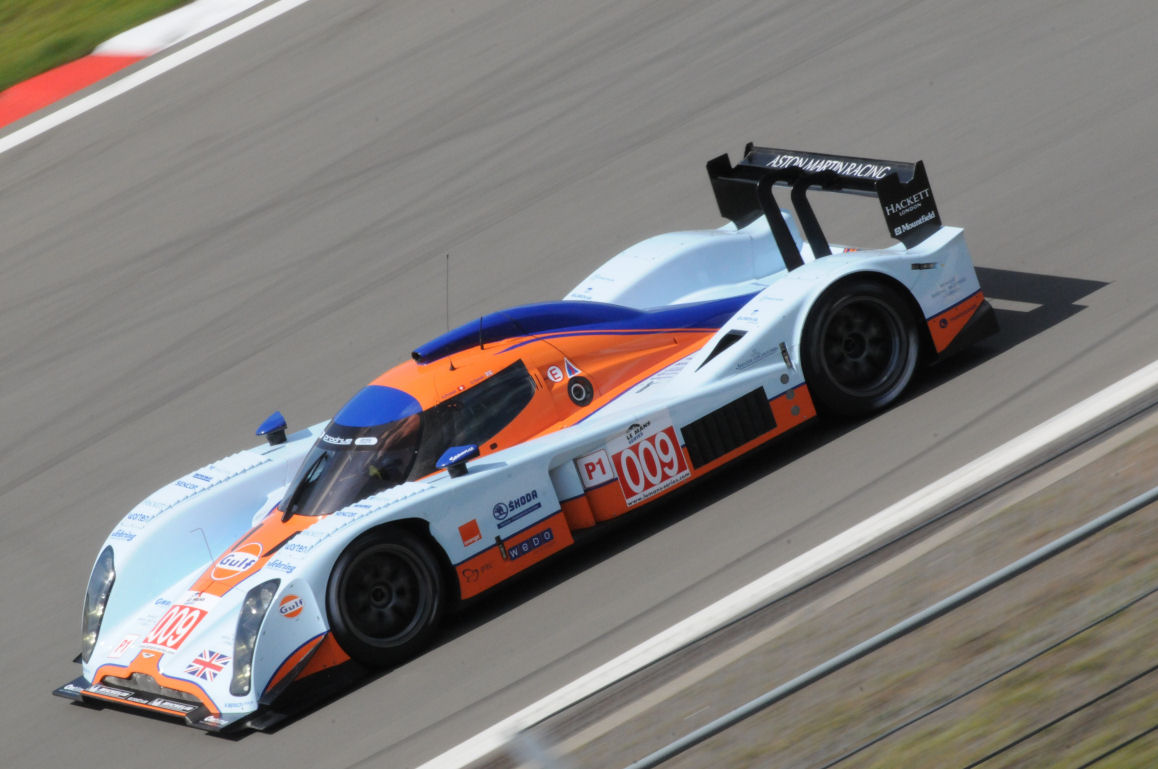
Darren Turner und Harold Primat 2009 im Lola-Aston Martin LMP1

Das 1000-km-Rennen auf dem Nürburgring (Eigenschreibweise zumeist: ADAC 1000 km) ist ein Langstrecken- bzw. Sportwagenrennen, das unter anderem der ADAC von 1953 bis 1983 auf der Nordschleife des Nürburgrings veranstaltete. Ab 1984 fanden die Rennen, bis auf eine Ausnahme 2010, auf der neuen Grand-Prix-Strecke statt. Seit 2021 wird das 1000-km-Rennen wieder als klassische Veranstaltung auf der Nordschleife gestartet.
Die Initiatoren des Wettbewerbs waren der spätere ADAC-Präsident Hans Bretz, Paul von Guilleaume und Georg A. Heinemann. Vor den Umbauten der Rennstrecke waren 44 Runden von 22,810 km bzw. 1003,64 km zu fahren.

## Geschichte

### 1953 bis 1982
Den ersten Lauf am 31. August 1953, der zur Sportwagen-Weltmeisterschaft gewertet wurde, gewannen Alberto Ascari/Giuseppe Farina auf Ferrari 375 MM (4,5 l) in 8:20:44 Stunden bzw. mit einem Durchschnitt von 120,268 km/h. Stewart/Salvadori (Jaguar) wurden Zweite vor den Deutschen Karl-Günther Bechem/Theo Helfrich auf Borgward RS, die die 44 Runden in 8:50:33 Stunden zurücklegten, gefolgt von Trenkel/Schlüter (Porsche), Seidel/Peters (Veritas) und Lawrence/Stewart (Jaguar). 50 Fahrzeuge nahmen mit einem Le-Mans-Start das Rennen auf. In den nächsten beiden Jahren fand kein 1000-km-Rennen auf dem Nürburgring statt, bevor die ununterbrochene Serie von 1956 bis 1991 begann. 1955 wurde ein 500-km-Rennen ausgetragen. Das Rennen von 1956 gewannen Schell/Taruffi/Behra/Moss auf Maserati 300S in 7:43:54,5 Stunden (129,8 km). Sieger der Rennsportwagenklasse bis 1500 cm³ und Vierte im Gesamtklassement wurden Wolfgang von Trips/Umberto Maglioli mit einem Porsche 550 RS in 8:01:45,9 Stunden (125,0 km/h).
Nach dem Erfolg beim ersten Rennen 1953 hatte die Scuderia Ferrari bei den sechs folgenden Rennen keinen Gesamtsieg mehr erzielen können. Diesem Umstand wollte der italienische Rennstall mit einem Großaufgebot an Fahrzeugen 1962 entgegenwirken. Die Scuderia brachte vier Rennwagen in die Eifel, drei Dino-Ferrari und einen 330LM. Phil Hill und Olivier Gendebien fuhren einen Dino 256SP mit 2,4-Liter-Motor, die mexikanischen Rodríguez-Brüder Pedro und Ricardo einen Dino 268SP mit 2,6-Liter-8-Zylinder-Motor. Der dritte Dino war ein 196SP, der von Lorenzo Bandini und Giancarlo Baghetti gefahren wurde. Den 330TRI pilotieren Willy Mairesse und Mike Parkes. Das Rennen gewannen Gendebien und Hill.
1966 versuchte das ZDF erstmals Fernsehbilder aus einem fahrenden Rennauto zu übertragen und setzte einen Porsche 904 als Kamerawagen ein, den die Journalisten Paul Frère und Rainer Günzler steuerten. Trotz des großen Aufnahmegeräts, das rechts neben dem Fahrer angebracht war, erreichte der Wagen im Training eine Rundenzeit von 9:36 Minuten und einen Startplatz im Mittelfeld. Offenbar elektrische Störungen beeinträchtigten allerdings die Qualität der gesendeten Schwarz-Weiß-Bilder.
Sieger der 1000 km auf dem Nürburgring am 1. Juni 1966 wurden Phil Hill und Joakim Bonnier auf einem Chaparral mit 5,4-Liter-Motor und einem automatischen Zweiganggetriebe in der Zeit von 6:58:47,6 Stunden. Die schnellste Runde fuhr John Surtees im Ferrari 330 P3 mit 8:37 Minuten = 158,832 km/h.
Um die Geschwindigkeit vor Start und Ziel zu verringern und die Sicherheit zu erhöhen, wurde 1967 eine „Bremskurve“ eingebaut, die die Renndistanz auf 1004,74 km mit 91 Links- und 85 Rechtskurven erweiterte. Trotz dieser „Schikane“ siegten Jo Siffert/Vic Elford 1968 auf Porsche 908 in der neuen Bestzeit von 6:34:06,3 Stunden, Durchschnitt 152,96 km/h.
1969 begann das 1000-km-Rennen erstmals mit einem sogenannten Indianapolisstart, bei dem die Teilnehmer hinter einem Führungsfahrzeug eine Einführungsrunde auf der Start-und-Ziel-Schleife fuhren und danach mit fliegendem Start das Rennen aufnahmen. Juan Manuel Fangio und Rennleiter Erwin Illg gaben gemeinsam das Rennen von 65 Wagen der unterschiedlichsten Kategorien frei. Porsche setzte zum ersten Mal den 917 ein, der den 8. Platz im Gesamtklassement belegte. Erste wurden Siffert/Redman mit einem Porsche 908/02 in 6:11:02,3 Stunden (162,5 km/h).
Nach der Ölkrise von 1973 wurde das 1000-km-Rennen 1974 auf 33 Runden bzw. 753,555 km begrenzt. Es siegten Jean-Pierre Jarier/Jean-Pierre Beltoise auf einem Matra-Simca 670 C in 4:07.24,1 Stunden (182,6 km/h) vor Rolf Stommelen/Carlos Reutemann auf Alfa Romeo 33 TT 12, die mit einer Runde Rückstand Platz zwei belegten. Hans-Joachim Stuck im BMW 3,0 CSL fuhr in diesem Rennen, in dem Sportwagen, Spezial-Grand-Tourisme-Wagen und Spezialtourenwagen starteten, mit 8:12,8 Minuten (166,8 km/h) einen neuen Tourenwagenrundenrekord. Im Folgejahr wurde wieder die volle Distanz zurückgelegt, und 1976 waren es sogar drei Runden zusätzlich, insgesamt 47 bzw. 1073 km.
Das vorerst letzte 1000-km-Rennen auf der „klassischen“ Nordschleife fand am 30. Mai 1982 statt. Sieger nach 44 Runden wurden Michele Alboreto/Teo Fabi auf Lancia LC1 in 5:54:10,830 Stunden (170,208 km/h) vor Henri Pescarolo/Rolf Stommelen auf Rondeau M382C Ford. Die schnellste Runde fuhr Manfred Winkelhock in 7:23,870 Minuten (185,19 km/h).

#### Schwere Unfälle
Auf der bis 1971 ungenügend gesicherten Nürburgring-Nordschleife kam es zu mehreren schweren Unfällen. 1964 verunglückten der Engländer Brian Hetreed (Aston Martin) und der Frankfurter Rudolf Wilhelm Moser (Porsche 904) im Training tödlich; der Sizilianer Vincenzo Arena, dessen AC Cobra in zwei Bäume einschlug, überlebte mit mehreren Knochenbrüchen. Beim 1000-km-Rennen 1965 kam der Luxemburger Honoré Wagner zu Tode, als sein Alfa Romeo einen Steilhang hinunterstürzte.
1970 verbrannte der Finne Hans Laine (24) in seinem Wagen, nachdem er während des Trainings im Abschnitt Antoniusbuche von der Strecke abgekommen war. Im gleichen Jahr weigerten sich die Formel-1-Fahrer, auf dem Nürburgring zu starten, woraufhin u. a. Leitplanken angebracht und die bisherigen sogenannten Schutzgräben durch ebene Randstreifen ersetzt wurden. Der erste tödliche Unfall eines Rennfahrers nach den Umbaumaßnahmen von 1970/71 ereignete sich 1975, als der Saarbrücker Walter Czadek beim Training zum 1000-km-Rennen durch einen geplatzten Reifen im Streckenabschnitt Antoniusbuche verunglückte.
1981 kam der Schweizer Herbert Müller zu Tode, nachdem er im Bereich Kesselchen mit seinem Porsche 908 Turbo auf einen am Streckenrand abgestellten Porsche 935 prallte. Warum Müller vor dem Kesselchen von der Strecke abkam und in den abgestellten Porsche von Bobby Rahal prallte, konnte nicht geklärt werden. Beim Aufprall platzten sowohl der Tank des 908 als auch der des 935, wobei sich einige hundert Liter Benzin entzündeten. Weder die herbeigeeilten Sportwarte noch die Besatzungen von vier Rettungsfahrzeugen konnten die Flammen eindämmen. 15 Minuten brannte das Wrack. Herbert Müller war nach Auskunft der Rettungsärzte schon beim Aufprall getötet worden.

### Während des Baus der Grand-Prix-Strecke und danach
Während des Baus der neuen Grand-Prix-Strecke stand 1983 die ehemalige Start-und-Ziel-Schleife sowie die Boxenanlage nicht mehr zur Verfügung. Deshalb wurde zwischen der Hohenrainkurve und dem Eingang zum Abschnitt Hatzenbach ein Verbindungsstück mit einer kurzen Boxengasse, Tankstelle und einer Tribüne (T13) angelegt. Die Streckenlänge wurde dabei von 22,835 km auf 20,832 km verkürzt. Das Rennen ging unverändert über 44 Runden, die jetzt nur noch 916,608 km entsprachen (48 Runden hätten mit 999,936 km fast genau der nominellen Distanz entsprochen).
Seit dem Vorjahr hatte sich der Porsche 956 zum Maß der Dinge in der neuen Gruppe C entwickelt. Der junge Werkspilot Stefan Bellof entschied den teaminternen Wettkampf um die für das Rennen relativ unwichtige Poleposition für sich und setzte mit 6:11,13 Minuten die Bestzeit. Im Rennen stellte Stefan Bellof mit 6:25,910 Minuten (194,33 km/h) auch den offiziellen Rundenrekord für diese Streckenvariante auf, verunglückte aber in der 19. Runde im Streckenabschnitt Pflanzgarten. Der Wagen hob ab und zerschellte an der Leitplanke; Bellof blieb unverletzt. Der zweite Werkswagen mit Jackie Ickx/Jochen Mass gewann in 5:26:34,630 Stunden (168,402 km/h) vor Bob Wollek/Stefan Johansson und Keke Rosberg/Jan Lammers/Jonathan Palmer auf privat eingesetzten Porsche 956. Nach einem schweren Unfall von Walter Brun war das Rennen unterbrochen und neu gestartet worden, was zur Verkürzung der Distanz auf 916 km führte.
Nach Eröffnung der Grand-Prix-Strecke am 12. Mai 1984 fand im Juli das erste 1000-km-Rennen auf diesem neuen, 4,542 km langen Kurs statt. Nach 207 Runden (940,194 km) siegten Derek Bell/Stefan Bellof auf Porsche 956. Dabei nahm zum ersten und einzigen Male auch der spätere Formel-1-Weltmeister Ayrton Senna am Steuer eines Porsche 956 an einem Gruppe-C-Rennen teil.

### Wiederbeginn im Jahr 2000
Nach 1991 gab es eine Pause, erst im Jahre 2000 wurden angesichts der starken deutschen Teams von BMW und Audi wieder 1000 km gefahren. Den Lauf im Rahmen der European Le Mans Series (ELMS), dem Gegenstück zur American Le Mans Series (ALMS), gewann jedoch im Regen der skurrile Frontmotor-Panoz LMP-1 von Jan Magnussen/David Brabham vor einem BMW V12 LMR, einem Audi R8 und dem zweiten Panoz.
Nach drei weiteren Jahren Pause wurde das Rennen seit 2004 wieder fester Bestandteil des Jahresprogramms am Nürburgring und im Rahmen der Le Mans Endurance Series (LMES) ausgetragen.
Eine Besonderheit am 4. Juli 2004 war, dass das Rennen nicht zur traditionellen Startzeit am Sonntagmorgen oder Sonntagmittag, sondern am späten Samstagnachmittag um 16:00 Uhr begann und in den Abend hinein ausgetragen wurde. So kamen auch die Zuschauer in Deutschland in den seltenen Genuss eines Sportwagenrennens bei Nacht. Das Rennen war auf 195 Runden (1003,8 km) angesetzt, durch das wechselhafte Wetter reduzierten sich die Rundenzeiten. Mit dem Überschreiten der 6-Stunden-Marke wurde das Rennen nach 180 Runden abgewinkt, wodurch eine Sonderregelung des Serienorganisators ACOs Anwendung fand, die auch in den Folgejahren das Rennen vorzeitig beendete. Sieger wurden Pierre Kaffer/Allan McNish in 6:00.32,645 Stunden (154,2 km/h) vor Jamie Davis/Johnny Herbert.

### 2010, Intermezzo als historische Veranstaltung mit Nordschleife

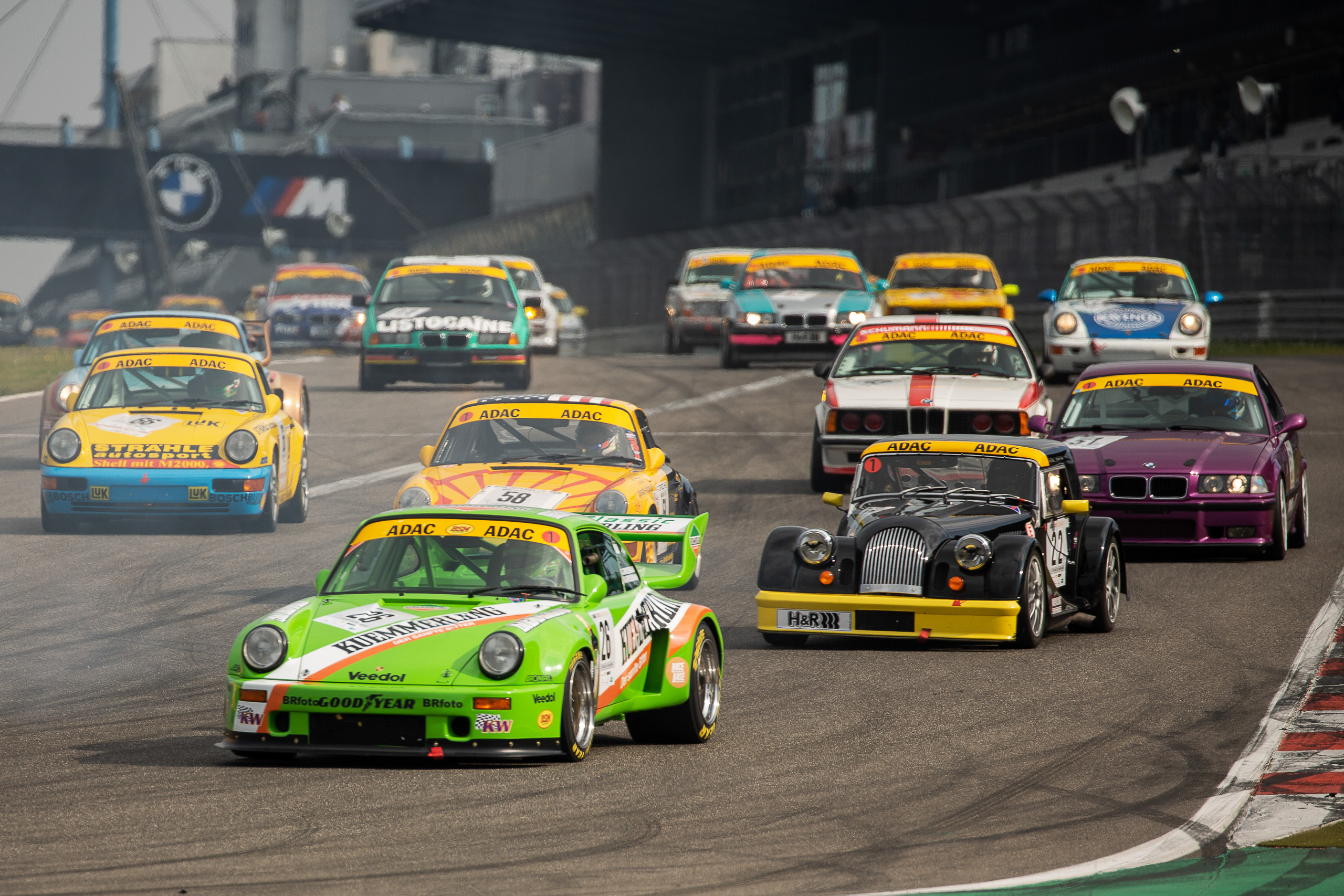
Start des ADAC 1000 km Nürburgring 2021

Nachdem 2010 die bislang etablierte Le Mans Series den Lauf nicht länger im Kalender hatte, führte der Düsseldorfer ADAC-Ortsclub DAMC 05 das ADAC-1000-km-Rennen Nürburgring im Rahmen des Oldtimer Festivals in der Tradition und im Namen des ADAC fort, jetzt als Veranstaltung mit älteren Fahrzeugen und dem Zusatz „classic“. Die Streckenführung ging 2010 über die Sprintstrecke der Grand-Prix-Strecke und der Nordschleife und betrug 24,4 km. Es siegten Daniel Schrey und Wolfgang Pohl im Porsche 911 Carrera RS vor Frank Schmickler, Ralf Schnitzler und Patrick Simon.

### 2013 bis 2017, 1000 km auf der Grand-Prix-Strecke
Im Rahmen des 3-Stunden-Rennens der Blancpain Endurance Series 2012 auf dem Nürburgring wurde bekannt gegeben, 2013 das 1000-km-Rennen wieder aufleben zu lassen. Auch 2014 wurde das Rennen im Rahmen der Blancpain Endurance Series ausgetragen, wieder auf der Nürburgring Grand-Prix-Strecke. 2015 bis 2017 liefen die Rennen im Rahmen der FIA-Langstrecken-Weltmeisterschaft,  danach pausierte die Veranstaltung wieder drei Jahre.

### Seit 2021, Neustart mit Nordschleife – als historische Veranstaltung
Seit 2021 wird das 1000-km-Rennen wieder als klassische Veranstaltung auf der 24,4 km langen Streckenvariante, Sprintstrecke mit Nordschleife, ausgetragen. Die Veranstaltung ist für historische GT-, Tourenwagen und Youngtimer ausgeschrieben. Entsprechend der mittlerweile gültigen Beschränkungen der Nordschleife sind im Gegensatz zu den 1970ern oder 1980ern keine Sportwagenprototypen oder offene Fahrzeuge zugelassen.

## Gesamtsieger
| Jahr        | Team                                    | Gesamtsieger                                                | Fahrzeug                                | Streckenvariante                        | Fahrzeit                                | Meisterschaft |
| ----------- | --------------------------------------- | ----------------------------------------------------------- | --------------------------------------- | --------------------------------------- | --------------------------------------- | --- |
| 1953        | Scuderia Ferrari                        | Alberto Ascari Giuseppe Farina                              | Ferrari 375MM Vignale                   | Nordschleife                            | 8:20:44,000 (a)                         | Sportwagen-Weltmeisterschaft |
| 1954 – 1955 | kein 1000-km-Rennen auf dem Nürburgring | kein 1000-km-Rennen auf dem Nürburgring                     | kein 1000-km-Rennen auf dem Nürburgring | kein 1000-km-Rennen auf dem Nürburgring | kein 1000-km-Rennen auf dem Nürburgring | kein 1000-km-Rennen auf dem Nürburgring                                                                                                 |
| 1956        | Officine Alfieri Maserati               | Stirling Moss Harry Schell Piero Taruffi Jean Behra         | Maserati 300S                           | Nordschleife                            | 7:43:54,400 (a)                         | Sportwagen-Weltmeisterschaft Deutsche Sportwagenmeisterschaft                                                                           |
| 1957        | David Brown                             | Tony Brooks Noël Cunningham-Reid                            | Aston Martin DBR1                       | Nordschleife                            | 7:33:38,200 (a)                         | Sportwagen-Weltmeisterschaft |
| 1958        | David Brown Aston Martin Ltd.           | Stirling Moss Jack Brabham                                  | Aston Martin DBR1/300                   | Nordschleife                            | 7:23:33,000 (a)                         | Sportwagen-Weltmeisterschaft |
| 1959        | David Brown                             | Stirling Moss Jack Fairman                                  | Aston Martin DBR1/300                   | Nordschleife                            | 7:33:18,000 (a)                         | Sportwagen-Weltmeisterschaft |
| 1960        | Camoradi USA Racing Team                | Stirling Moss Dan Gurney                                    | Maserati Tipo 61                        | Nordschleife                            | 7:31:40,500 (a)                         | Sportwagen-Weltmeisterschaft |
| 1961        | Camoradi USA                            | Lloyd Casner Masten Gregory                                 | Maserati Tipo 61                        | Nordschleife                            | 7:51:39,200 (a)                         | Sportwagen-Weltmeisterschaft |
| 1962        | SEFAC Ferrari                           | Phil Hill Olivier Gendebien                                 | Ferrari Dino 246SP                      | Nordschleife                            | 7:33:27,700 (a)                         | Sportwagen-Weltmeisterschaft |
| 1963        | SpA Ferrari SEFAC                       | John Surtees Willy Mairesse                                 | Ferrari 250P                            | Nordschleife                            | 7:32:18,000 (a)                         | Sportwagen-Weltmeisterschaft |
| 1964        | SpA Ferrari SEFAC                       | Nino Vaccarella Ludovico Scarfiotti                         | Ferrari 275P                            | Nordschleife                            | 7:08:27,000 (a)                         | Sportwagen-Weltmeisterschaft |
| 1965        | SpA Ferrari SEFAC                       | John Surtees Ludovico Scarfiotti                            | Ferrari 330P2                           | Nordschleife                            | 6:53:05,400 (a)                         | Sportwagen-Weltmeisterschaft |
| 1966        | Chaparral                               | Phil Hill Joakim Bonnier                                    | Chaparral 2D                            | Nordschleife                            | 6:58:47,600 (a)                         | Sportwagen-Weltmeisterschaft |
| 1967        | Porsche System Engineering              | Joe Buzzetta Udo Schütz                                     | Porsche 910                             | Nordschleife                            | 6:54:12,900 (a)                         | Sportwagen-Weltmeisterschaft |
| 1968        | Porsche                                 | Jo Siffert Vic Elford                                       | Porsche 908                             | Nordschleife                            | 6:34:06,300 (a)                         | Sportwagen-Weltmeisterschaft |
| 1969        | Porsche System Engineering              | Jo Siffert Brian Redman                                     | Porsche 908/02                          | Nordschleife                            | 6:11:02,300 (a)                         | Sportwagen-Weltmeisterschaft |
| 1970        | Porsche Konstruktionen Salzburg         | Kurt Ahrens Vic Elford                                      | Porsche 908/03                          | Nordschleife                            | 6:05:21,200 (a)                         | Sportwagen-Weltmeisterschaft |
| 1971        | International Martini Racing Team       | Gérard Larrousse Vic Elford                                 | Porsche 908/03                          | Nordschleife                            | 5:51:49,300 (a)                         | Sportwagen-Weltmeisterschaft |
| 1972        | SpA Ferrari SEFAC                       | Ronnie Peterson Tim Schenken                                | Ferrari 312PB                           | Nordschleife                            | 6:01:40,200 (a)                         | Sportwagen-Weltmeisterschaft |
| 1973        | SpA Ferrari SEFAC                       | Jacky Ickx Brian Redman                                     | Ferrari 312PB                           | Nordschleife                            | 5:36:53,400 (a)                         | Sportwagen-Weltmeisterschaft Deutsche Rennsport-Meisterschaft                                                                           |
| 1974        | Equipe Gitanes                          | Jean-Pierre Jarier Jean-Pierre Beltoise                     | Matra-Simca MS670C                      | Nordschleife                            | 4:07:24,100 (a)                         | Sportwagen-Weltmeisterschaft Deutsche Rennsport-Meisterschaft                                                                           |
| 1975        | Willi Kauhsen Racing Team               | Arturo Merzario Jacques Laffite                             | Alfa Romeo T33/TT/12                    | Nordschleife                            | 5:41:14,100 (a)                         | Sportwagen-Weltmeisterschaft |
| 1976        | Team BMW Schnitzer                      | Albrecht Krebs Dieter Quester                               | BMW 3.0 CSL                             | Nordschleife                            | 6:38:20,600 (a)                         | Sportwagen-Weltmeisterschaft |
| 1977        | Gelo Racing Team                        | Rolf Stommelen Tim Schenken Toine Hezemans                  | Porsche 935                             | Nordschleife                            | 5:58:30,500 (a)                         | Sportwagen-Weltmeisterschaft |
| 1978        | Weisberg Gelo Team                      | Hans Heyer Klaus Ludwig Toine Hezemans                      | Porsche 935/77A                         | Nordschleife                            | 5:55:46,600 (a)                         | Sportwagen-Weltmeisterschaft |
| 1979        | Gelo Racing Team                        | Manfred Schurti John Fitzpatrick Bob Wollek                 | Porsche 935/77A                         | Nordschleife                            | 5:57:35,100 (a)                         | Sportwagen-Weltmeisterschaft |
| 1980        | Liqui Moly Equipe                       | Rolf Stommelen Jürgen Barth                                 | Porsche 908/03                          | Nordschleife                            | 5:52:15,100 (a)                         | Sportwagen-Weltmeisterschaft |
| 1981        | GS Tuning                               | Hans-Joachim Stuck Nelson Piquet                            | BMW M1 Sauber                           | Nordschleife                            | 2:16:50,860 (a)                         | Sportwagen-Weltmeisterschaft |
| 1982        | Martini Racing                          | Michele Alboreto Teo Fabi Riccardo Patrese                  | Lancia LC1                              | Nordschleife                            | 5:54:10,830 (a)                         | Sportwagen-Weltmeisterschaft |
| 1983        | Porsche Racing International            | Jacky Ickx Jochen Mass                                      | Porsche 956                             | Nordschleife (verkürzt über T13)        | 5:26:34,630 (b)                         | Sportwagen-Weltmeisterschaft |
| 1984        | Rothmans Porsche                        | Stefan Bellof Derek Bell                                    | Porsche 956                             | Grand-Prix-Strecke                      | 6:00:43,590 (c)                         | Sportwagen-Weltmeisterschaft Deutsche Rennsport-Meisterschaft                                                                           |
| 1985        | kein 1000-km-Rennen auf dem Nürburgring | kein 1000-km-Rennen auf dem Nürburgring                     | kein 1000-km-Rennen auf dem Nürburgring | kein 1000-km-Rennen auf dem Nürburgring | kein 1000-km-Rennen auf dem Nürburgring | kein 1000-km-Rennen auf dem Nürburgring                                                                                                 |
| 1986        | Sauber Motorsport                       | Henri Pescarolo Mike Thackwell                              | Sauber C8                               | Grand-Prix-Strecke                      | 3:42:30,020 (c)                         | Sportwagen-Weltmeisterschaft |
| 1987        | Silk Cut Jaguar                         | Raul Boesel Eddie Cheever                                   | Jaguar XJR-8                            | Grand-Prix-Strecke                      | 5:55:53,120 (c)                         | Sportwagen-Weltmeisterschaft |
| 1988        | Team Sauber Mercedes                    | Jean-Louis Schlesser Jochen Mass                            | Sauber C9                               | Grand-Prix-Strecke                      | 5:53:00,600 (c)                         | Sportwagen-Weltmeisterschaft |
| 1989        | Team Sauber Mercedes                    | Jean-Louis Schlesser Jochen Mass                            | Sauber C9                               | Grand-Prix-Strecke                      | 2:47:14,599 (d)                         | Sportwagen-Weltmeisterschaft |
| 1990        | Team Sauber Mercedes                    | Jean-Louis Schlesser Mauro Baldi                            | Mercedes-Benz C11                       | Grand-Prix-Strecke                      | 2:39:15,913 (d)                         | Sportwagen-Weltmeisterschaft |
| 1991        | Silk Cut Jaguar                         | Derek Warwick David Brabham                                 | Jaguar XJR-14                           | Grand-Prix-Strecke                      | 2:23:41,028 (e)                         | Sportwagen-Weltmeisterschaft |
| 1992 – 1999 | kein 1000-km-Rennen auf dem Nürburgring | kein 1000-km-Rennen auf dem Nürburgring                     | kein 1000-km-Rennen auf dem Nürburgring | kein 1000-km-Rennen auf dem Nürburgring | kein 1000-km-Rennen auf dem Nürburgring | kein 1000-km-Rennen auf dem Nürburgring                                                                                                 |
| 2000        | Panoz Motorsport                        | Jan Magnussen David Brabham                                 | Panoz LMP-1 Roadster                    | Grand-Prix-Strecke                      | 5:45:55,173 (c)                         | American Le Mans Series |
| 2001 – 2003 | kein 1000-km-Rennen auf dem Nürburgring | kein 1000-km-Rennen auf dem Nürburgring                     | kein 1000-km-Rennen auf dem Nürburgring | kein 1000-km-Rennen auf dem Nürburgring | kein 1000-km-Rennen auf dem Nürburgring | kein 1000-km-Rennen auf dem Nürburgring                                                                                                 |
| 2004        | Audi Sport UK Veloqx                    | Allan McNish Pierre Kaffer                                  | Audi R8                                 | Grand-Prix-Strecke                      | 6:00:32,645 (f)                         | European Le Mans Series |
| 2005        | Zytek Motorsport                        | Tom Chilton Hayanari Shimoda                                | Zytek 04S                               | Grand-Prix-Strecke                      | 6:01:06,739 (f)                         | European Le Mans Series |
| 2006        | Pescarolo Sport                         | Jean-Christophe Boullion Emmanuel Collard Éric Hélary       | Pescarolo C60                           | Grand-Prix-Strecke                      | 6:01:26,300 (f)                         | Le Mans Series |
| 2007        | Team Peugeot Total                      | Stéphane Sarrazin Pedro Lamy                                | Peugeot 908 HDi FAP                     | Grand-Prix-Strecke                      | 6:01:13,628 (f)                         | Le Mans Series |
| 2008        | Team Peugeot Total                      | Stéphane Sarrazin Pedro Lamy                                | Peugeot 908 HDi FAP                     | Grand-Prix-Strecke                      | 5:44:58,174 (f)                         | Le Mans Series |
| 2009        | Aston Martin Racing                     | Jan Charouz Tomáš Enge Stefan Mücke                         | Lola-Aston Martin LMP1                  | Grand-Prix-Strecke                      | 5:57:26,595 (f)                         | Le Mans Series |
| 2010        |                                         | Wolfgang Pohl Daniel Schrey                                 | Porsche Carrera RS                      | Nordschleife mit GP-Sprintstrecke       | 7:00:42,248 (g)                         | ADAC 1000 km Classic |
| 2011 – 2012 | kein 1000-km-Rennen auf dem Nürburgring | kein 1000-km-Rennen auf dem Nürburgring                     | kein 1000-km-Rennen auf dem Nürburgring | kein 1000-km-Rennen auf dem Nürburgring | kein 1000-km-Rennen auf dem Nürburgring | kein 1000-km-Rennen auf dem Nürburgring                                                                                                 |
| 2013        | HTP Motorsport                          | Maximilian Buhk Maximilian Götz Bernd Schneider             | Mercedes-Benz SLS AMG                   | Grand-Prix-Strecke                      | 6:00:46,354 (f)                         | Blancpain Endurance Series |
| 2014        | Belgian Audi Club Team WRT              | Laurens Vanthoor César Ramos Christopher Mies               | Audi R8 LMS ultra                       | Grand-Prix-Strecke                      | 6:00:07,848 (f)                         | Blancpain Endurance Series |
| 2015        | Porsche Team                            | Timo Bernhard Brendon Hartley Mark Webber                   | Porsche 919 Hybrid                      | Grand-Prix-Strecke                      | 6:01:16,966 (f)                         | FIA-Langstrecken-Weltmeisterschaft |
| 2016        | Porsche Team                            | Timo Bernhard Brendon Hartley Mark Webber                   | Porsche 919 Hybrid                      | Grand-Prix-Strecke                      | 6:01:16,183 (f)                         | FIA-Langstrecken-Weltmeisterschaft |
| 2017        | Porsche LMP Team                        | Timo Bernhard Brendon Hartley Earl Bamber                   | Porsche 919 Hybrid                      | Grand-Prix-Strecke                      | 6:00:09,607 (f)                         | FIA-Langstrecken-Weltmeisterschaft |
| 2018 – 2020 | kein 1000-km-Rennen auf dem Nürburgring | kein 1000-km-Rennen auf dem Nürburgring                     | kein 1000-km-Rennen auf dem Nürburgring | kein 1000-km-Rennen auf dem Nürburgring | kein 1000-km-Rennen auf dem Nürburgring | kein 1000-km-Rennen auf dem Nürburgring                                                                                                 |
| 2021        | Clickversicherungs TEAM                 | Kersten Jodexnis Robin Chrzanowski Eddy Althoff Andy Gülden | Porsche 934/5                           | Nordschleife mit GP-Sprintstrecke       | 6:44:10,419 (g)                         | ADAC 1000 km Revivial Sprint Deutsche Historische Automobil-Meisterschaft Dunlop Historic Endurance Cup Ferdinand Cup Youngtimer Trophy |
| 2022        | Schumann Motorsport                     | Peter Schumann Jürgen Schumann Olaf Manthey Joachim Kiesch  | BMW 635 CSI                             | Nordschleife mit GP-Sprintstrecke       | 5:07:43,915 (h)                         | Deutsche Historische Automobil-Meisterschaft Dunlop Historic Endurance Cup Youngtimer Trophy                                            |
| 2023        | Griesemann                              | Björn Griesemann Georg Griesemann                           | Porsche 911 RSR                         | Nordschleife mit GP-Sprintstrecke       | 6:36:59,513 (g)                         | Deutsche Historische Automobil-Meisterschaft Dunlop Historic Endurance Cup Youngtimer Trophy                                            |
| 2024        | Kunkel-Pütz-Funke                       | André Kunkel Ingo Pütz Michael Funke                        | Porsche 911 RSR                         | Nordschleife mit GP-Sprintstrecke       | 6:21:23,697 (g)                         | Youngtimer Trophy Tourenwagen Golden Ära                                                                                                |